# Черняускас, Витаутас
Витаутас Черняускас (лит. Vytautas Černiauskas; род. 12 марта 1989, Паневежис) — литовский футболист, вратарь литовского клуба «Паневежис» и сборной Литвы.

## Клубная карьера
На профессиональном уровне начал выступать в 2008 году в составе клуба «Экранас», с которым трижды выиграл чемпионат Литвы и стал обладателем Кубка. Зимой 2011 года подписал контракт с румынским клубом «Васлуй», однако сразу сел в запас и до конца сезона отыграл лишь 4 матча.
В 2014 году переезжает в польскую «Корону», но долго там не задерживается, и через год возвращается в румынский «Динамо» (Бухарест).
В 2016 году Черняускас подписал контракт с кипрским клубом «Эрмис», но покинул команду в декабре из-за разногласий с директором клуба. Доигрывать сезон уезжает обратно в «Динамо» (Бухарест), где играет роль второго голкипера.
30 июня 2017 года подписывает двухлетний контракт с болгарским «ЦСКА».
В 2021 годе свободный агентом перешел в латвийский РФС.

## Карьера в сборной
Дебютировал за сборную Литвы 3 сентября 2014 года в товарищеском матче со сборной Украины, в котором отыграл «в сухую» все 90 минут.

## Достижения
«Экранас»
- Чемпион Литвы (3): 2008, 2009, 2010
- Обладатель Кубка Литвы: 2010

«Динамо» (Бухарест)
- Обладатель Кубка Румынской лиги: 2016/17